# Кадри, Джалил
Джалил Кадри (араб. جلال القادري‎; род. 14 декабря 1971, Таузар) — тунисский футбольный тренер, который до недавнего времени был главным тренером национальной сборной Туниса. Он широко известен как один из первых тунисских тренеров, получивших должность главного тренера без каких-либо документов. После досрочного вылета на Кубке африканских наций 2023 года был уволен и находится под следствием по обвинению в коррупции.

## Карьера тренера
Его первые тренерские должности включают «Джербу», «Кассерин», «Габес» и «Монастир». В сезоне 2008/2009 был главным тренером «Эсперанса» из Джарджиса. С весны по лето 2010 года в «Гафса», а с ноября 2011 года по май 2012 года в саудовском «Аль-Ансаре». С мая по сентябрь 2012 года тренировал «Бени-Халед».
В 2013 году он несколько игр был помощником главного тренера сборной Туниса. С октября 2013 года он снова стал главным тренером саудовского клуба «Аль-Нахда». В сезоне 2014/2015 он принял эту должность в клубе «Аль-Халидж», где сопровождал команду в течение двух сезонов. В октябре 2017 года он продолжил карьеру в «Кайруан», где был до марта 2018 года. Вскоре после этого он подписал контракт с «Бизертен», где был до конца сезона. .
В ОАЭ в сезоне 2018/2019 он занял тренерскую должность в клубе «Эмирейтс». В следующем сезоне он руководил «Стад Тунизьеном». С ноября 2020 года по январь 2021 года возглавлял ливийский «Аль-Ахли».
В июне 2021 года он во второй раз стал помощником главного тренера национальной сборной Туниса. На этот раз под руководством Мухдьера Кебайера, с которым он сопровождал команду в Кубке африканских наций 2021 года.
23 января 2022 года во время матча против Нигерии в рамках 1/8 финала Кубка африканских наций 2021 года Кадри сменил первого тренера Кебайеру, который заразился COVID-19. Матч завершился победой Туниса со счётом 1:0. 30 января он был назначен временным тренером на четвертьфинальный матч против Буркина-Фасо. При нём сборная успешно квалифицировалась на чемпионат мира 2022 года, но в финальном этапе не смогли пройти групповой этап. В первой игре сыграли вничью с Данией (0:0), во второй — проиграли Австралии (0:1) и в третьей — выиграли Францию (1:0). После турнира федерация разрешила Кадри руководить Тунисом до 2024 года.
24 января 2024 года Кадри подал в отставку после вылета из группового этапа Кубка африканских наций 2023.